# Jeune Africaine
La Jeune Africaine (ancien titre : Jeune nègre) est une peinture de Fernand Cormon (1845-1924), conservée au Musée des Beaux-Arts de Pau.

## Histoire
En 1880, Fernand Cormon ouvre son atelier, au 10 rue Constance, sur la colline de Montmartre ; en 1883, il fonde une école privée, au 104 du boulevard de Clichy. Son atelier est considéré comme l'un des meilleurs de la capitale : sous sa direction se forment Matisse, Toulouse-Lautrec et Vincent van Gogh.
Son style ne restait pas uniforme, mais variait au fil du temps, même par rapport aux thèmes traités. Peintre orientaliste, aux tons chauds et sensuels, il a également peint des intérieurs d'usines, avec des ouvriers au travail et s'est également approché du genre préhistorique, qui avait capturé l'académie française entre 1880 et 1900.

## Description
Cette peinture, qui remonte à l'époque où Fernand Cormon vécut en Tunisie, est une œuvre intimiste. La jeune fille, représentée de profil, dans une simple robe de toile claire, semble renfermée sur elle-même.
C'est un tableau essentiel, un des premiers où semble s'établir une communication égale entre le peintre et son modèle africain. Il ne la dénude pas ni la sexualise ; il ne la représente pas comme une jeune servante docile. Il respecte la dignité de cette femme, réservée, vêtu d'un chapeau rose (et non pas d'une écharpe colorée en forme de turban), et d'une broche d'argent sur la rangée de boutons.

### Expositions
- 26 mars 2019-21 juillet 2019 : Le Modèle noir, de Géricault à Matisse, Musée d'Orsay, Paris.